# Красобарвицеві
Красобарвицеві (лат. Callichromatini Blanchard, 1845) — велика триба жуків з родини Скрипунових, яка налічує близько 150 родів, розповсюджених на всіх континентах за винятком Антарктиди. Найвище різноманіття триби припадає на Південно-Східну Азію. 

## Етимологія назви
Наукова латинізована назва «Callichromatini» утворена від поєднання давньогрецьких слід «κάλλοσ» і «χρώμα», що означає «красивий колір», «гарна барва». Українська назва «Красобарвицеві» утворена від слів «красна барва» і відповідає науковій.

## Розмаїття
- Aphrodisium Thomson, 1864
- Пижмиця — Aromia Serville, 1833
- Красобарвиця — Callichroma (Latreille, 1816)

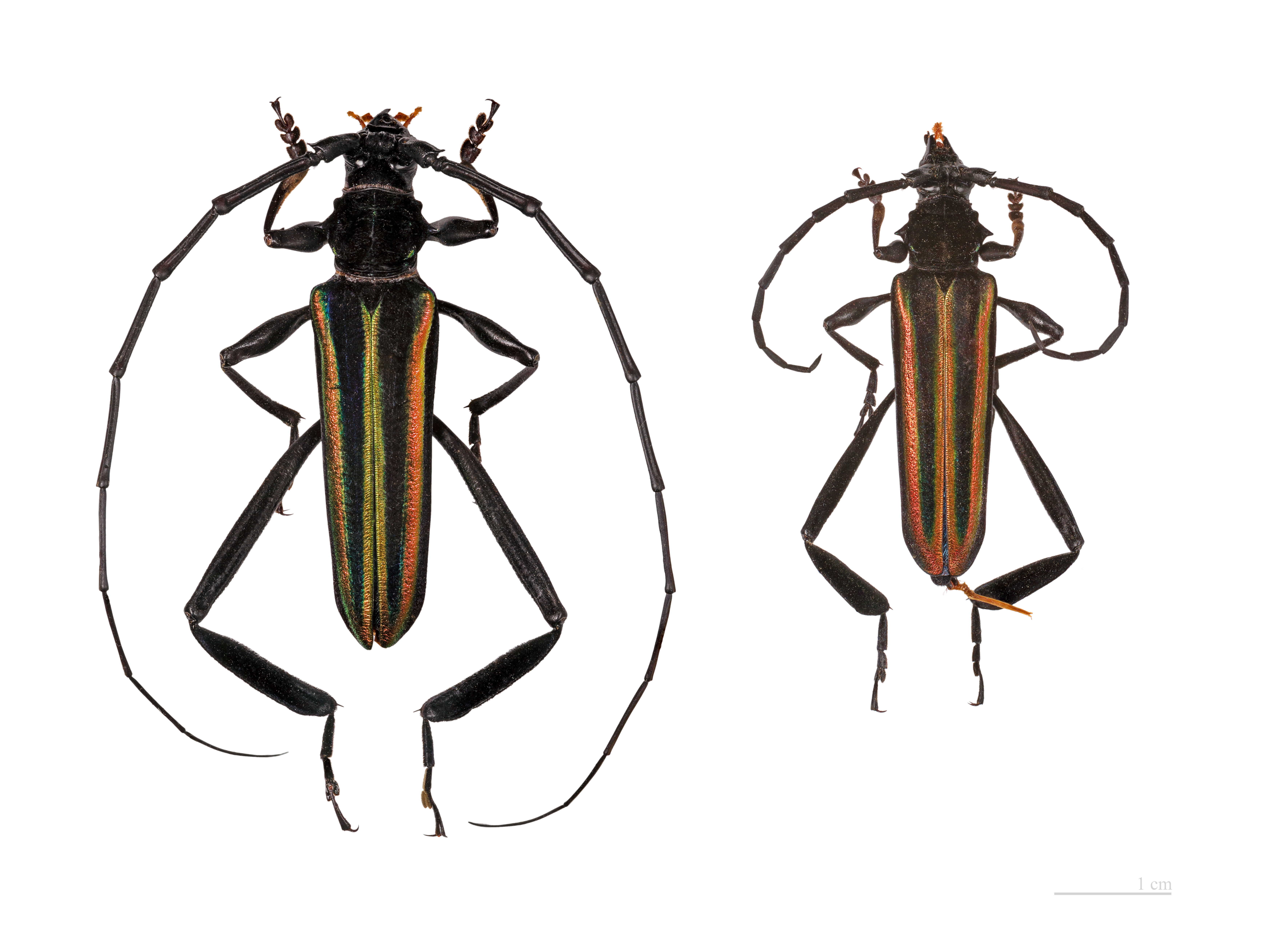
Callichroma auricomum

- Chelidolium J. Thomson, 1864
- Chloridolum J. Thomson, 1864
- Ipothalia Pascoe, 1867
- Mionochroma Schmidt, 1924
- Monnechroma Napp & Martins, 2005
- Pachyteria Audinet-Serville, 1833
- Plinthocoelium Schmidt, 1924
- Schmidtiana Podany, 1971
- Xystochroma Schmidt, 1924